# Navia (ort)
Navia är en ort i Argentina.   Den ligger i provinsen San Luis, i den centrala delen av landet, 700 km väster om huvudstaden Buenos Aires. Navia ligger 380 meter över havet och antalet invånare är 205.
Terrängen runt Navia är platt. Trakten runt Navia är nära nog obefolkad, med mindre än två invånare per kvadratkilometer..
Omgivningarna runt Navia är i huvudsak ett öppet busklandskap.